# Praia do Futuro
Praia do Futuro (Futuro Beach en su denominación internacional) es una película de 2014 dirigida por Karim Aïnouz. Interpretada en sus roles principales por Wagner Moura, Clemens Schick y Jesuíta Barbosa se trata de un melodrama romántico de temática LGBT ambientado en la localización homónima situada en Brasil.
Presentada en el Festival de Berlín de 2014 la película obtuvo premios en festivales internacionales como el Sebastiane Latino 2014 del Festival de San Sebastián. También se programó en certámenes de temática LGBT como el Fire!! 2015 de Barcelona.

## Sinopsis

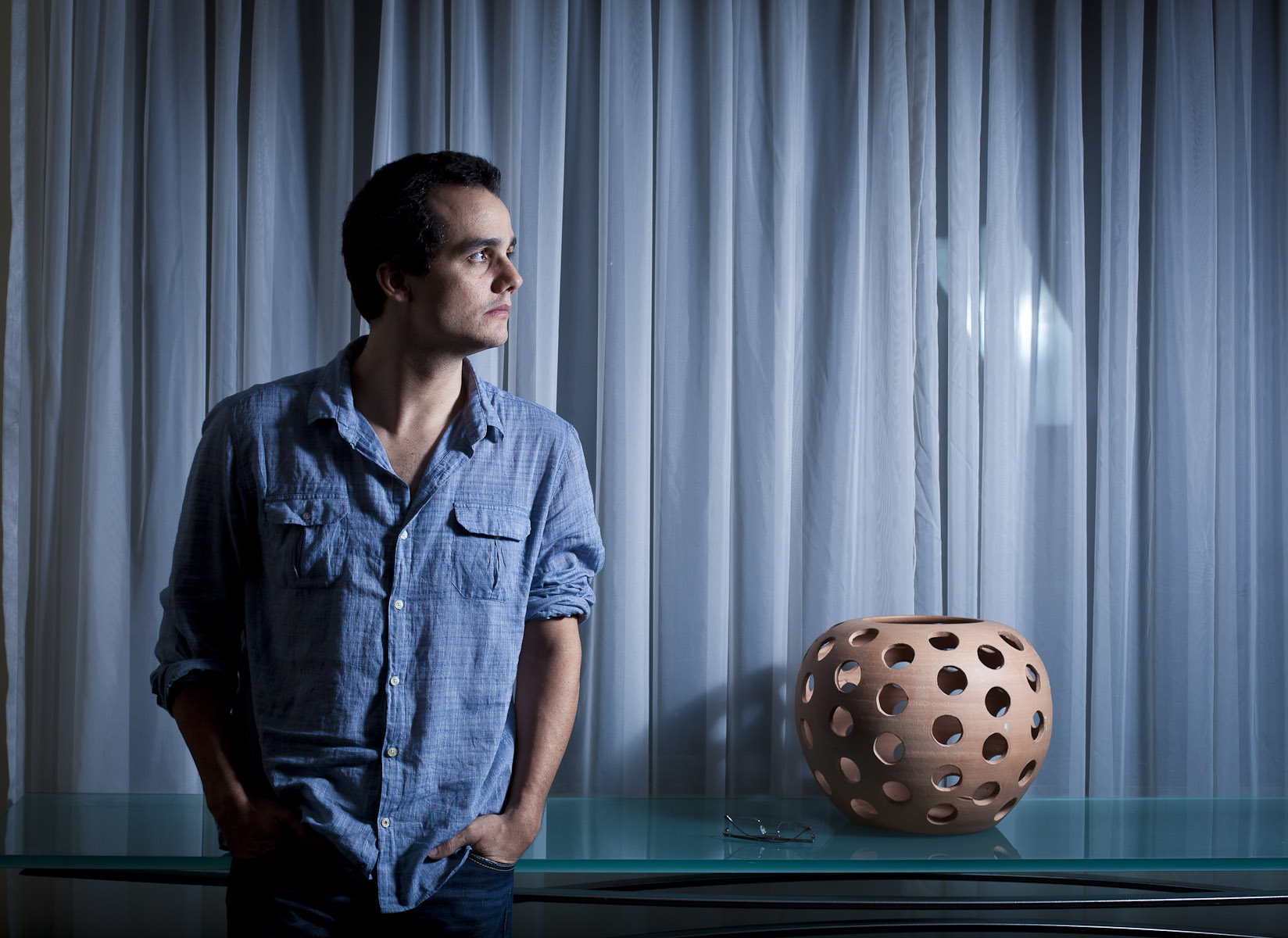
Wagner Moura encarna a Donato un socorrista que trabaja en Praia do Futuro

Donato (Wagner Moura) es un socorrista que trabaja en la espectacular, pero peligrosa, Praia do Futuro (Fortaleza, Ceará, Brasil). Cuando a dos hombres los atrapa una corriente peligrosa Donato consigue rescatar con vida a Konrad (Clemens Schick), un turista alemán, pero la vida de su mejor amigo se la lleva el mar. 

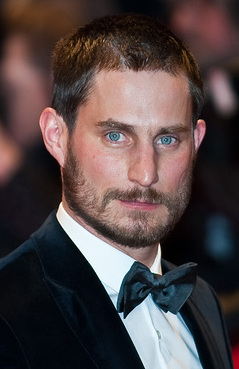
Clemens Schick es Konrad, un turista alemán que salva la vida tras la intervención de Donato (Wagner Moura)

Mientras la búsqueda del cuerpo tiene lugar a lo largo de la costa Konrad y su salvador comienzan a conocerse. La atracción física inicial paulatinamente se transforma en un lazo emocional más profundo entre ambos hombres. Una vez que está cerrado este capítulo Donato decide cortar amarras con su pasado y seguir a Konrad hasta Berlín ciudad donde quiere reinventarse a sí mismo. 

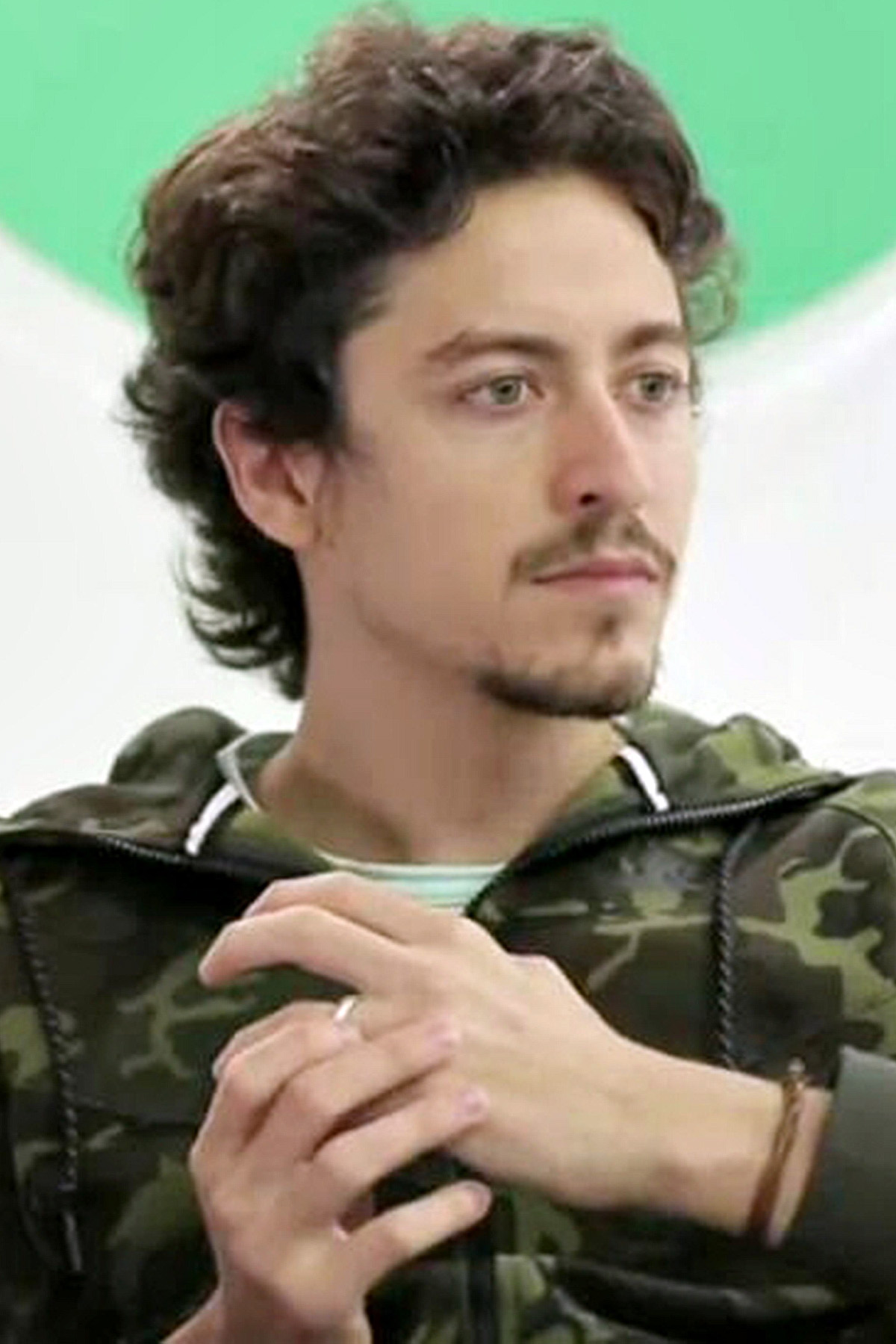
Jesuíta Barbosa encarna a Ayrton, hermano menor de Donato, quien viaja a Berlín para cerrar un capítulo familiar.

Sin embargo años después Donato deberá enfrentarse a su pasado cuando su hermano pequeño, Ayrton (Jesuíta Barbosa), aparece en su casa furioso y con ganas de saber por qué se marchó sin despedirse. Sin embargo, tal como le sucediera a Donato antes de él, Ayrton se verá envuelto en la cosmopolita Berlín y, también, se hallará con más preguntas qué respuestas.

## Reparto
- Wagner Moura - Donato
- Clemens Schick - Konrad
- Jesuíta Barbosa - Ayrton
- Fred Lima - Heiko
- Thomas Aquino - Jefferson
- Maj. Barreto - Conductor 1
- Marcus David Andrade Braga - Conductor 2
- Savio Ygor Ramos - Ayrton (con 10 años)
- Demick Lopes - Capitán Motta
- Jean Philippe Kodjo Adabra - Cajero
- Sabine Timoteo - Mujer de Heiko
- Yannik Burwiek - Hijo de Heiko
- Christoph Zrenner - Portero
- Natascha Paulick - Barman
- Ingo Naujoks - Mecánico
- Emily Cox - Nanna
- Sophie Charlotte Conrad - Dakota

## Recepción
La película obtiene valoraciones generalmente positivas en los portales de información cinematográfica.
En IMDb, con 2267 puntuaciones, obtiene una calificación de 6 sobre 10.

"Lo que más me sorprendió de esta película es lo hermosa que es, y quiero decir literalmente, estéticamente. El paisaje no solo es maravilloso, sino que también su trabajo con la cámara es excepcional: las tomas de Praia do Futuro son absolutamente increíbles. (...) Pero el atractivo de la película, sin embargo, no va más allá. La trama tiene potencial, el trailer parecía intenso y profundamente emotivo, pero toda la historia es bastante aburrida, con partes poco claras o mal explicadas y un diálogo poco desarrollado."
Crítica de Irish Frog en IMDB 

En FilmAffinity la película obtiene una puntuación de 5,1 sobre 10 con 171 votos.

"Dos almas atormentadas y confusas se unen en la Playa del Futuro, una película a ratos poética y hermosa y a otros absurda y perdida en su constante presuntuosidad. El reparto (Moura, Schick, Barbosa, Ygor...) es fantástico y la realización cuidada, pero el guion parece no saber qué es exactamente lo que busca contar. (...) Es un buen ejemplo de película protagonizada por homosexuales en la que la propia homosexualidad es menos importante que los sentimientos humanos".
Crítica de J J Hunsecker en FilmAffinity 

En Rotten Tomatoes obtiene una valoración de 65 sobre 100 para la crítica, con 17 artículos, y de 55 sobre 100, con 271 puntuaciones, para los usuarios de la página.

"El director brasileño Karim Aïnouz, con sede en Alemania, parece ser la persona adecuada para entender los problemas interculturales de la pareja. Pero su película mantiene la distancia, prefiriendo exagerar sus metáforas de inquietud existencial (nadar y andar en bicicleta como un escape de lo cotidiano) a comprender los deseos y aspiraciones que hacen que los personajes avancen. Como drama, el resultado es demasiado largo y, al final, sin vida."
Crítica de Trevor Johnston en TimeOut 